# Сексуальна норма
Сексуальна норма — поняття протилежне сексуальній девіації, різновид нормативної поведінки.
Поняття сексуальної норми варто розлядати в кількох аспектах:
- У соціально-етичному аспекті поняття сексуальної норми позначає таку поведінку, що вважається правильною у світлі існуючої системи моральності. Це поняття змінюється в залежності від комплексу моральних, культурних, релігійних традицій суспільства. Наприклад, у ХІХ ст. православна церква визнавала нормальним виключно статеві зносини в позі обличчям до обличчя, жінка знизу — чоловік зверху;
- У статистичному аспекті поняття сексуальної норми позначає форму сексуальної поведінки, що найбільше зустрічається в певній популяції. Великий вплив на статистичне розуміння сексуальної норми справили «Звіти» Альфреда Кінсі;
- У медико-психологічному аспекті поняття сексуальної норми позначає стан, необхідний для гарного фізичного і психічного самопочуття або соціального комфорту незалежно від поширеності в популяції і близькості до суспільних ідеалів у цій сфері;

## Концепції сексуальної норми

### Клінічна норма
Сексуальну норму в клінічному розумінні можна поділити на оптимальну, прийнятну, терпиму.
- Оптимальна норма — це форми сексуальної поведінки та сексуальні практики, які є найбільш бажані з індивідуальної та суспільної точок зору та можуть бути моделю для виховання.
- До прийнятної норми належать форми сексуальної поведінки, які не оптимальні, проте вони не обмежують індивідуального розвитку і налагодження міжособистісних контактів.
- Терпима норма неоднозначна і визначається як норма чи патологія залежно від особистісного, партнерського або ситуаційного контексту.

### Партнерська норма
Вчений сексологічного інституту в Гамбурзі К. Імелінський запропонував критерії для визначення партнерської норми, що дозволяють розрізнити норму та патологію в окремій парі. До цих критеріїв відносяться:
1. Відмінність статі
2. Зрілість
3. Взаємна згода
4. Прагнення досягнути взаємної насолоди
5. Відсутність шкоди для здоров'я
6. Відсутність шкоди для оточення

Слід зазначити, що характер сексуальних практик у певній парі не має значення для визначення партнерської норми.

### Індивідуальна норма
Індивідуальна сексуальна норма, на відміну від партнерської, розглядає питання норми в біологічному сенсі. Критеріями індивідуальної сексуальної норми є:
1. Форми сексуальної поведінки дорослої людини, за яких людина з ненавмисних причин не виключає і сильно не обмежує можливість здійснення статевого акту.
2. Відсутність стійкої тенденції уникати статевих зносин
3. Взаємна згода
4. Прагнення досягнути взаємної насолоди
5. Відсутність шкоди для здоров'я
6. Відсутність шкоди для оточення

### Соціальна норма
Критерії соціальної сексуальної норми:
1. Наявність сексуальної поведінки, контакту між зрілими особистостями, що сприяє правильному прояву особистості й індивідуальності
2. Відповідність індивідуальної сексуальної поведінки визнаним суспільним нормам і формам сексуальної поведінки.
3. Відповідність сексуальної поведінки особистій і суспільній моралі.
4. Правильна обізнаність з питаннями психогігієни статевого життя.
5. Відсутність ознак соціальної дезадаптації і соціальної дезінтеграції сім'ї як своєї, так і батьківської.

### Психологічна норма
Критерії психологічної сексуальної норми:
1. Наявність взаємного бажання сексуального контакту і відповідність сексуальної установки, мотивації і поведінки
2. Високий рівень психологічної адаптації подружжя.

### Фізіологічна (біологічна) норма
Критерії фізіологічної сексуальної норми:
1. Завершеність психосексуального розвитку і відсутність ознак, які б свідчили про його порушення.
2. Завершеність соматостатевого розвитку і відсутність ознак, які свідчать про його порушення.
3. Відсутність захворювань, які можуть послабити сексуальну функцію. Послаблення сексуальної функції може бути вторинним, коли воно спричинене наявністю соматичного захворювання і первинним, коли сама сексуальна патологія є нозологічною формою.
4. Наявність при генітальному контакті обопільного оргазму.
5. Правильні сексуальні дії і поведінка, які не призводять до порушення сексуального здоров'я.